# Sinfonia n.º 8 (Mahler)

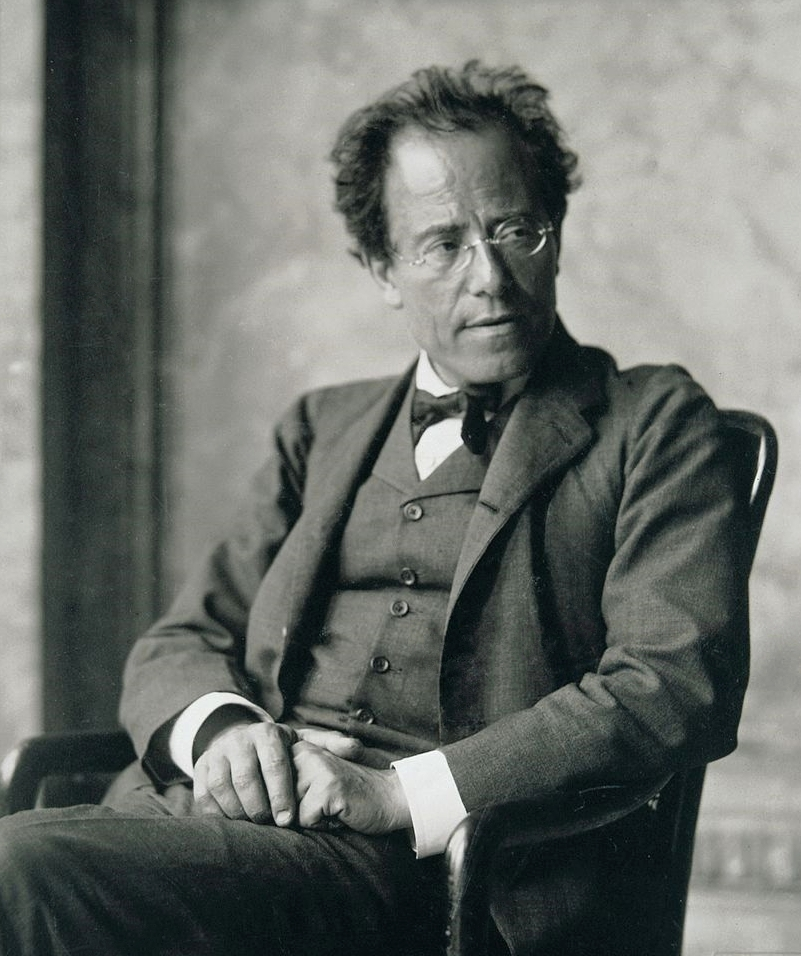
Mahler fotografado em 1907

A Sinfonia n.º 8 em mi bemol maior de Gustav Mahler é uma das obras corais de maior escala do repertório orquestral clássico. Como exige uma enorme quantidade de instrumentistas e membros do coro, é frequentemente chamada «Sinfonia dos mil», embora a obra se interprete muitas vezes com menos de mil intérpretes e o próprio Mahler não tenha aprovado esse epíteto. A peça foi composta num único período de inspiração em Maiernigg, no sul da Áustria, no verão de 1906. Foi a última obra que Mahler estreou em vida, tendo obtido com um grande êxito de crítica e de público quando a dirigiu na estreia absoluta em Munique, em 12 de setembro de 1910.
A fusão da canção e da sinfonia tinha sido uma característica das primeiras obras de Mahler. No seu período «intermédio» de composição (a partir de 1901), uma mudança de rumo levou-o a produzir três sinfonias puramente instrumentais. A Oitava, que marca o final do período «médio», marca o seu regresso a uma combinação de orquestra e voz num contexto sinfónico. A estrutura da obra não é convencional; em vez de seguir a estrutura normal em vários movimentos, a obra está dividida em duas partes. A primeira parte é baseada no texto latino de um hino cristão escrito no século IX por Rabano Mauro para as festividades do Pentecostes, Veni Creator Spiritus («Vem, Espírito Criador») e a segunda parte é um arranjo das palavras da cena final do Fausto de Goethe. As duas partes estão unidas por uma ideia comum, a da redenção através do poder do amor, unidade transmitida mediante temas musicais comuns. A obra é vocal de uma ponta à outra, sendo a introdução do segundo andamento a única passagem puramente instrumental. Não é uma sinfonia com solistas e coros, mas sim uma sinfonia para solistas, coros e orquestra.
Mahler estava, desde o princípio, convencido da importância da obra, ao renunciar ao pessimismo que tinha marcado grande parte da sua música, oferecendo a Oitava como expressão de confiança no eterno espírito humano. No período após a morte do compositor, as interpretações foram relativamente pouco comuns. No entanto, a partir de meados do século XX, a sinfonia foi incluída com regularidade nos programas das salas de concertos de todo o mundo e se foi gravada em muitas ocasiões. Sem deixar de reconhecer a sua grande popularidade, os críticos modernos têm opiniões diversas sobre a obra, alguns encontrando o seu otimismo pouco convincente, e consideram que é artística e musicalmente inferior a outras sinfonias de Mahler. No entanto também já foi comparada com a Nona Sinfonia de Beethoven como declaração da definição humana do seu século.

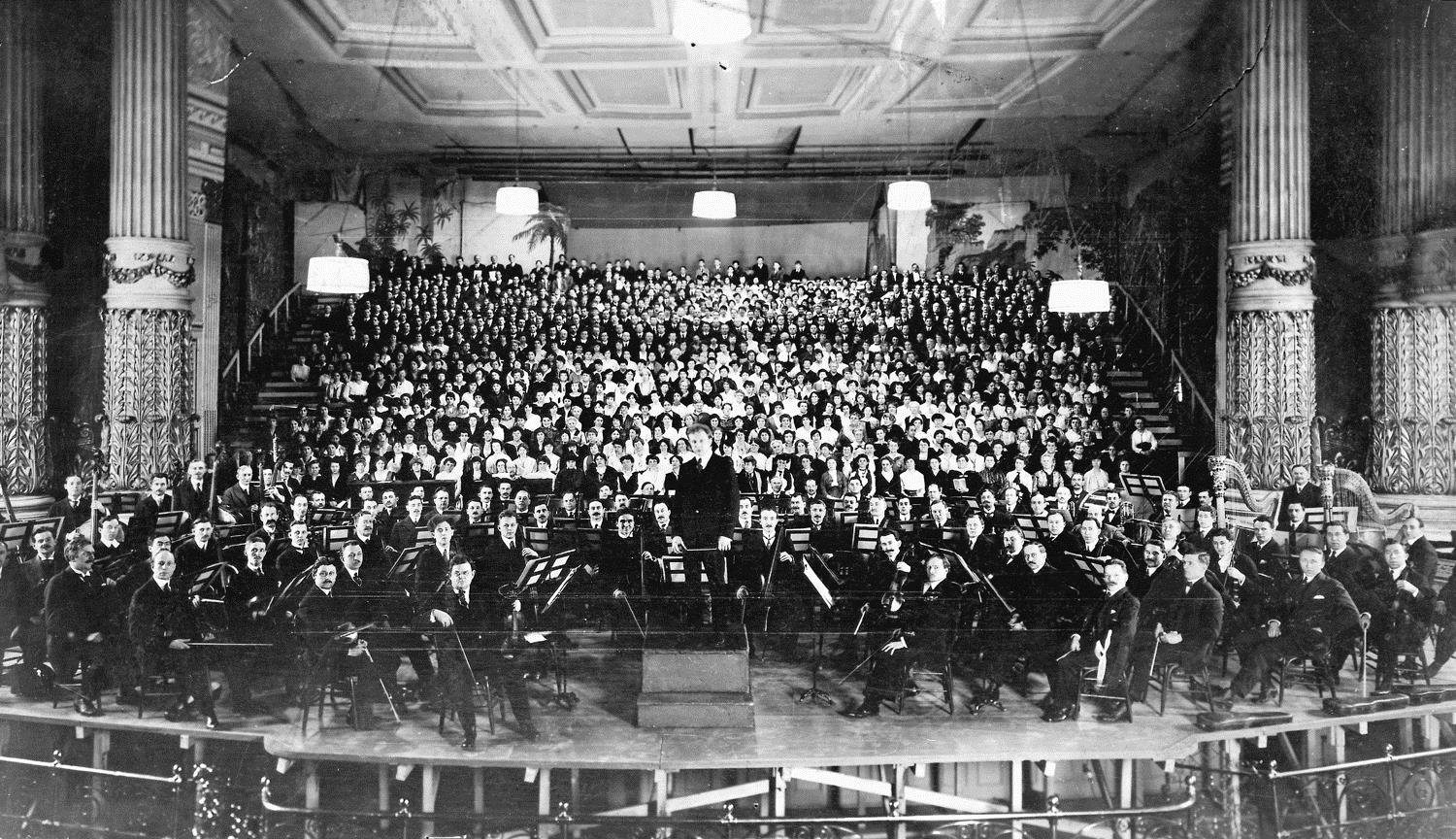
Estreia nos Estados Unidos (1916), pela Orquestra de Filadélfia e coros, sob a direção de Leopold Stokowski (1068 músicos no total).

## História

### Antecedentes

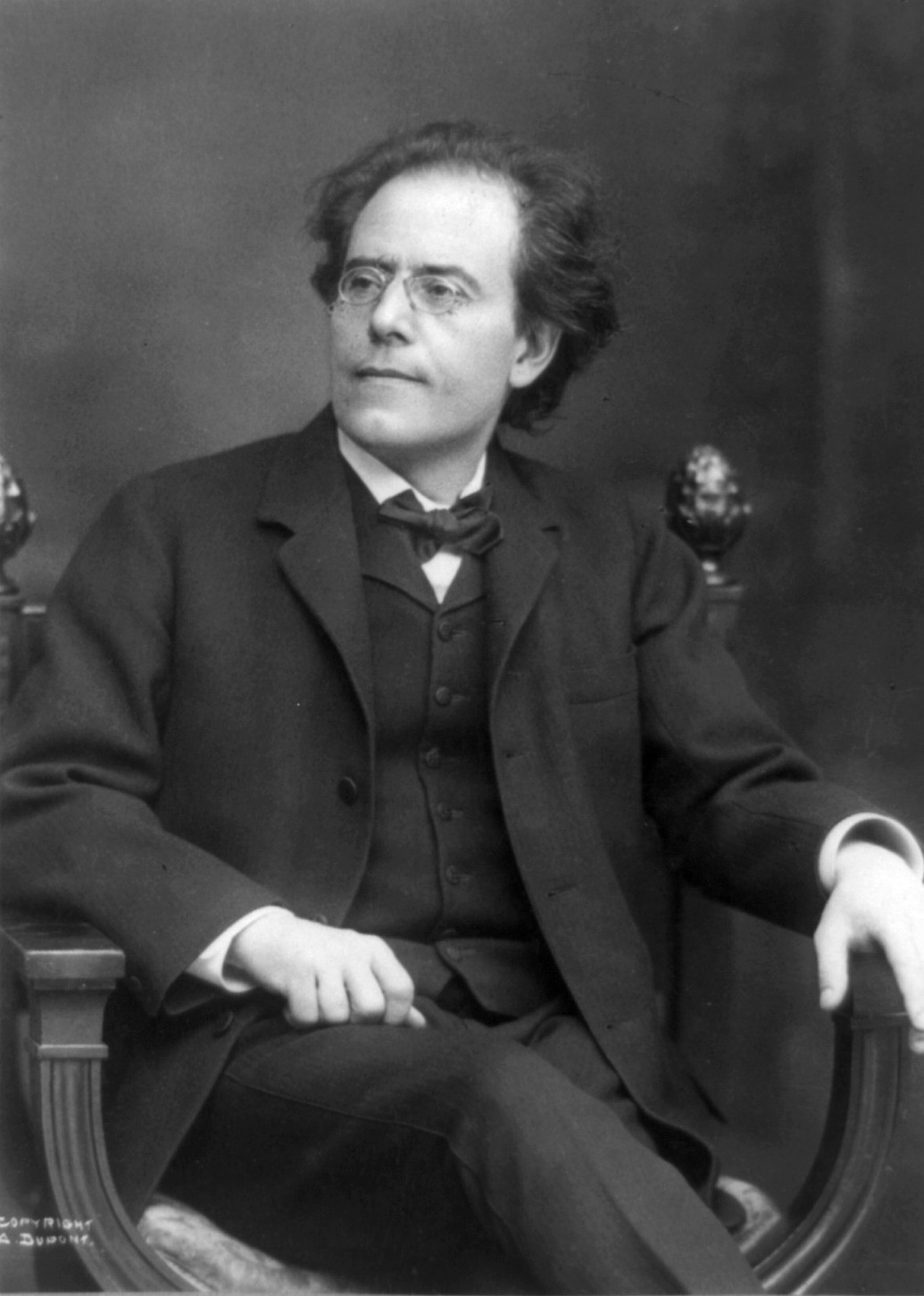
Gustav Mahler em 1909.

No verão de 1906, Mahler já era há nove anos diretor da Ópera da Corte de Viena (Wiener Hofoper em alemão). Tal como em cada verão seguinte, Mahler saía de Viena quando terminava a temporada do Hofoper, dedicando-se de corpo e alma à composição. Desde 1899, este refúgio era em Maiernigg, perto da cidade turística de Maria Wörth na Caríntia, no sul da Áustria, onde Mahler construiu um chalé com vista para o lago Wörthersee. Neste ambiente de descanso completou a sua Quarta, Quinta, Sexta e Sétima sinfonias, os Rückert-Lieder e o ciclo de canções Kindertotenlieder (Canções às crianças mortas).
Até 1901, as composições de Mahler tinham sido fortemente influenciadas pela coleção de canções populares alemãs intitulada Des Knaben Wunderhorn (A trompa mágica do menino), com as quais teve o primeiro contacto por volta de 1887. A música dos numerosos arranjos sobre os Wunderhorn está refletida na sua Segunda, Terceira e Quarta sinfonias, as quais empregam efetivos vocais e instrumentais. Todavia, desde aproximadamente 1901, a música de Mahler ficou submetida a uma mudança de caráter à medida que avançava para o período «médio» das suas composições . É aqui onde os poemas de Friedrich Rückert, mais austeros, substituem a coleção Wunderhorn como influência principal; tais canções estão menos relacionadas com o folclore e infiltram-se de maneira menos extensa nos temas das sinfonias do que em épocas anteriores. Durante este período são escritas a Quinta, Sexta e Sétima sinfonias, todas elas obras puramente instrumentais, descritas pelo estudioso de Mahler Deryck Cooke como «mais severas e diretas, [...] com mais tensão sinfónica e uma orquestração sólida como granito».
Em junho de 1906, Mahler levou consigo para Maiernigg o manuscrito da sua Sétima Sinfonia, com a intenção de rever a orquestração até que lhe surgisse uma ideia para uma nova obra. Alma Mahler, a mulher do compositor, explica nas suas memórias que durante quinze dias Mahler se encontrava «perseguido pelo espectro de uma inspiração infrutífera»; No entanto, segundo recorda o próprio Mahler, no primeiro dia de férias foi apanhado pelo espírito criativo, e entrou de imediato na tarefa de composição da obra que se converteria na sua Oitava Sinfonia.

### Composição
Duas notas manuscritas por Mahler com data de junho de 1906 mostram que os primeiros planos para a obra, a qual não tinha concebido como uma sinfonia coral na sua totalidade, eram baseados numa estrutura de quatro movimentos nos quais dois «hinos» rodeiam um núcleo instrumental. Estes esquemas evidenciam que Mahler tinha clara ideia de começar com o hino latino, mas não tinha decidido a forma precisa do resto. A primeira nota diz o seguinte:
1. Hino: Veni Creator
2. Scherzo
3. Adagio: Caritas («Amor cristão»)
4. Hino: Die Geburt des Eros («O nascimento de Eros»)[11]

A segunda nota inclui esboços musicais para o movimento do Veni Creator e dois compassos em si menor que se crê estarem relacionados com o Caritas. O esquema em quatro movimentos é mantido numa forma ligeiramente diferente, ainda sem uma indicação específica da extensão do elemento coral:
1. Veni Creator
2. Caritas
3. Weihnachtspiele mit dem Kindlein («Jogos de Natal com o Menino»)
4. Schöpfung durch Eros. Hymne («Criação através de Eros. Hino»)[11]

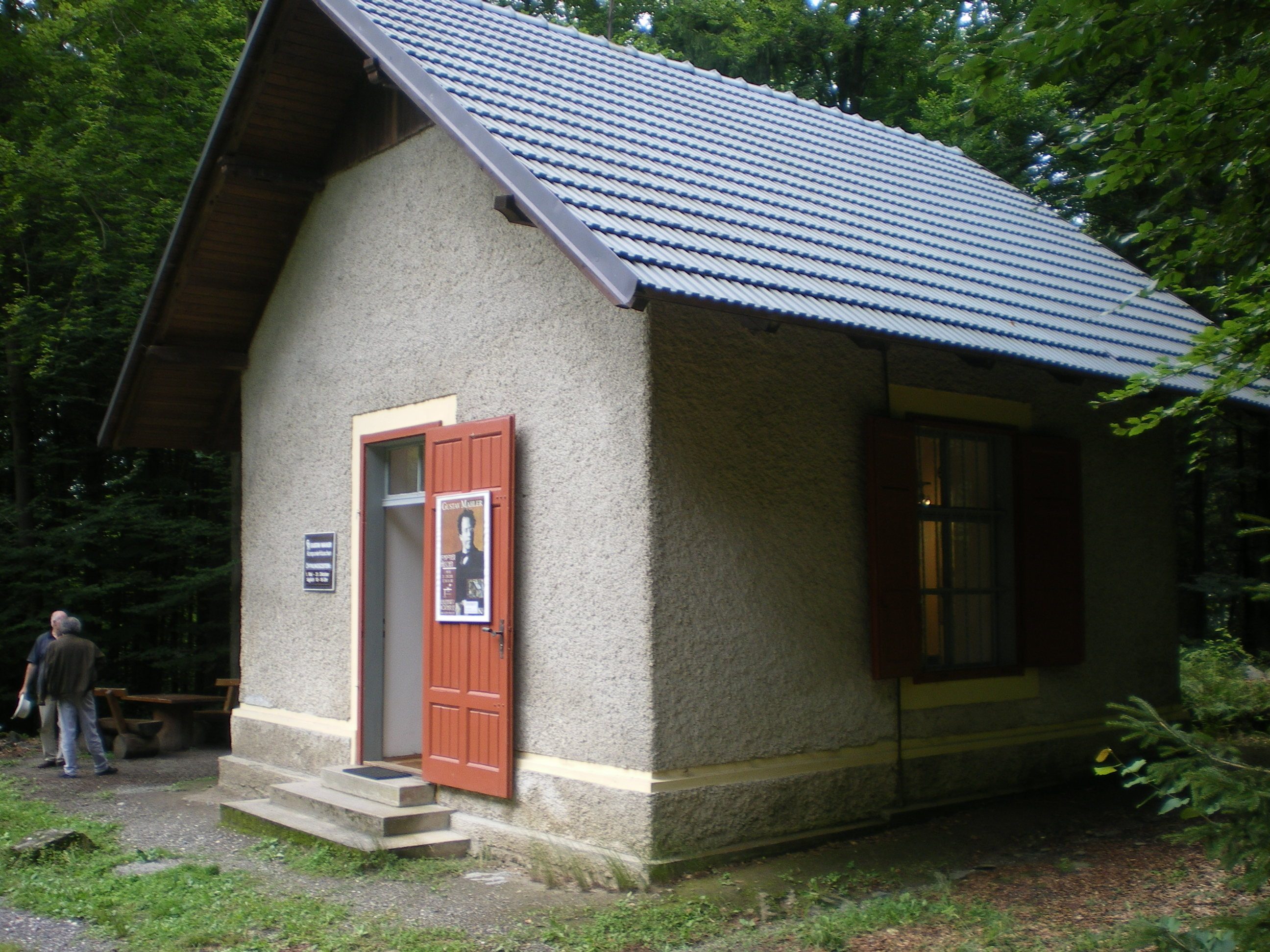
A casa que Mahler usava para compor, situada em Maiernigg, onde compôs a Oitava Sinfonia ao longo do verão de 1906.

Dos últimos comentários de Mahler sobre a gestação da sinfonia, é evidente que o esquema em quatro movimentos durou relativamente pouco. Pouco depois Mahler substituiria os últimos três movimentos por uma única secção, essencialmente uma cantata dramática, baseada na cena final do Fausto de Goethe e a Parte II incluiria a descrição de um ideal de redenção através da feminidade eterna (das Ewige-Weibliche). Mahler aspirou durante muito tempo fazer para o final de Fausto uma música épica, «de maneira bastante distinta do resto dos compositores que o tinham feito meloso e débil». Em comentários gravados pelo seu biógrafo Richard Specht, Mahler não refere em nenhum momento o esquema em quatro movimentos que tinha pensado inicialmente. Contou a Specht que tendo-se encontrado por casualidade com o hino Veni Creator, teve uma visão repentina da obra por completo: «Vi a peça inteira imediatamente perante os meus olhos e só tive que a escrever como se me fosse ditada».
A obra foi escrita a um ritmo frenético, «em tempo recorde», segundo o musicólogo Henry-Louis de La Grange. O essencial ficou completo em meados de agosto, isto apesar de Mahler ter tido de se ausentar durante uma semana para assistir ao Festival de Salzburgo. Mahler começou a compor o hino Veni Creator sem esperar que o texto lhe chegasse de Viena. Quando chegou, de acordo com Alma Mahler, «o texto completo encaixava com a música perfeitamente. De maneira intuitiva ele tinha composto a música para as estrofes completas [versos]». Embora se tenham realizado algumas correções e mudanças na partitura, há apenas sugestões de que Mahler tenha reescrito páginas ou feito modificações radicais, contrariamente às anteriores sinfonias ao serem preparadas para os ensaios anteriores à estreia. A sinfonia é dedicada à «sua querida mulher Alma Maria».
Com o uso de elementos vocais durante toda a composição, mais do que em episódios no final ou perto dele, a obra foi a primeira sinfonia completamente coral a surgir. Mahler não teve dúvidas sobre o carácter inovador da sinfonia, qualificando-a como a maior coisa que tinha feito, e afirmava que todas as suas sinfonias anteriores não eram mais do que um prelúdio da mesma. Em agosto de 1906 Mahler escreveu a Willem Mengelberg: «Imagine o universo inteiro a soar e a ressoar. Já não se trata de vozes humanas, mas de planetas e de sóis em plena rotação». Foi a sua «prenda para a nação [...] um grande portador de alegria».

### Efetivos instrumentais e vocais

#### Orquestra
A sinfonia está escrita para uma orquestra muito grande, de acordo com a conceção de Mahler da obra como um «novo universo sinfónico», uma síntese de sinfonia, cantata, oratório, motete e lied numa combinação de estilos. De La Grange comenta a este respeito: «Para expressar a sua visão cósmica, era [...] necessário ir mais além dos limites e dimensões anteriormente conhecidos». Os efetivos orquestrais de que se precisa são, todavia, não tão numerosos como os exigidos no oratório Gurre-Lieder de Arnold Schönberg, completado em 1911, ou na Primeira Sinfonia «Gótica» de Havergal Brian. A secção de madeiras para a Oitava consiste em dois flautins (um dobrando a quinta flauta), quatro flautas, quatro oboés, um corne inglês, três clarinetes em si bemol, pelo menos duas requintas em mi bemol, um clarinete baixo em si bemol, quatro fagotes e um contrafagote. A secção de metais tem oito trompas, quatro trompetes, quatro trombones, tuba e um conjunto «situado à parte» de quatro trompetes (a primeira pode ser dobrada) e três trombones. O grupo da percussão consiste em dois jogos de tímpanos, pratos, bombo, gongo, triângulo e um carrilhão de orquestra de registo grave. Mahler também juntou um carrilhão durante os ensaios finais. Também se incluem outros instrumentos: um órgão, um harmónio, um piano (também acrescentado a posteriori durante os ensaios), duas harpas (embora quatro fossem convenientes), uma celesta e pelo menos um bandolim (mas de preferência mais). Mahler sugeriu que, em salas muito grandes, o primeiro instrumento da secção das madeiras fosse dobrado e que também se aumentasse os efetivos na secção de cordas.

#### Efetivos vocais e corais
Os efetivos corais e vocais incluem dois coros SATB, um coro infantil e oito solistas: três sopranos, dois contraltos, tenor, barítono e baixo. Na Parte II os solistas representam papéis dramáticos do texto de Goethe, tal como indicado na tabela seguinte.
| Tipo de voz        | Papel             | Solistas da estreia, 12 de setembro de 1910 | Descrição |
| ------------------ | ----------------- | ------------------------------------------- | --- |
| Primeiro soprano   | Magna Peccatrix   | Gertrude Förstel (Ópera de Viena)           | A pecadora que perfumou os pés de Cristo na casa do fariseu (Evangelho segundo São Lucas, capítulo 7). |
| Segundo soprano    | Poenitentium      | Martha Winternitz-Dorda (Ópera de Hamburgo) | Uma penitente, chamada Margarida, à qual em vida Fausto tão cruelmente oprimiu. |
| Terceiro soprano   | Mater Gloriosa    | Emma Bellwidt (Frankfurt)                   | A Virgem Maria. |
| Primeiro contralto | Mulier Samaritana | Ottilie Metzger (Ópera de Hamburgo)         | A mulher samaritana, que Jesus conheceu no poço (Evangelho segundo São João, capítulo 4). |
| Segundo contralto  | Maria Aegyptiaca  | Anne Erler-Schnaudt (Ópera de Munique)      | Maria do Egito, santa patrona das penitentes, que viveu os últimos 50 anos da sua vida como eremita no deserto perto do rio Jordão.                                                                                    |
| Tenor              | Doctor Marianus   | Felix Sensius (Berlín)                      | A alma transformada de Fausto. |
| Barítono           | Pater Ecstaticus  | Nicola Geisse-Winkel (Ópera de Wiesbaden)   | Anacoreta santo que medita sobre o seu caminho para a compreensão divina. Está num nível elevado de compreensão e adquiriu a capacidade de flutuar no ar subindo e descendo, de modo que tem uma tessitura mais aguda. |
| Baixo              | Pater Profundus   | Michael Mayer (Ópera de Viena)              | Outro eremita santo, que se encontra a um nível mais baixo de compreensão, e por isso tem voz de tessitura grave. |

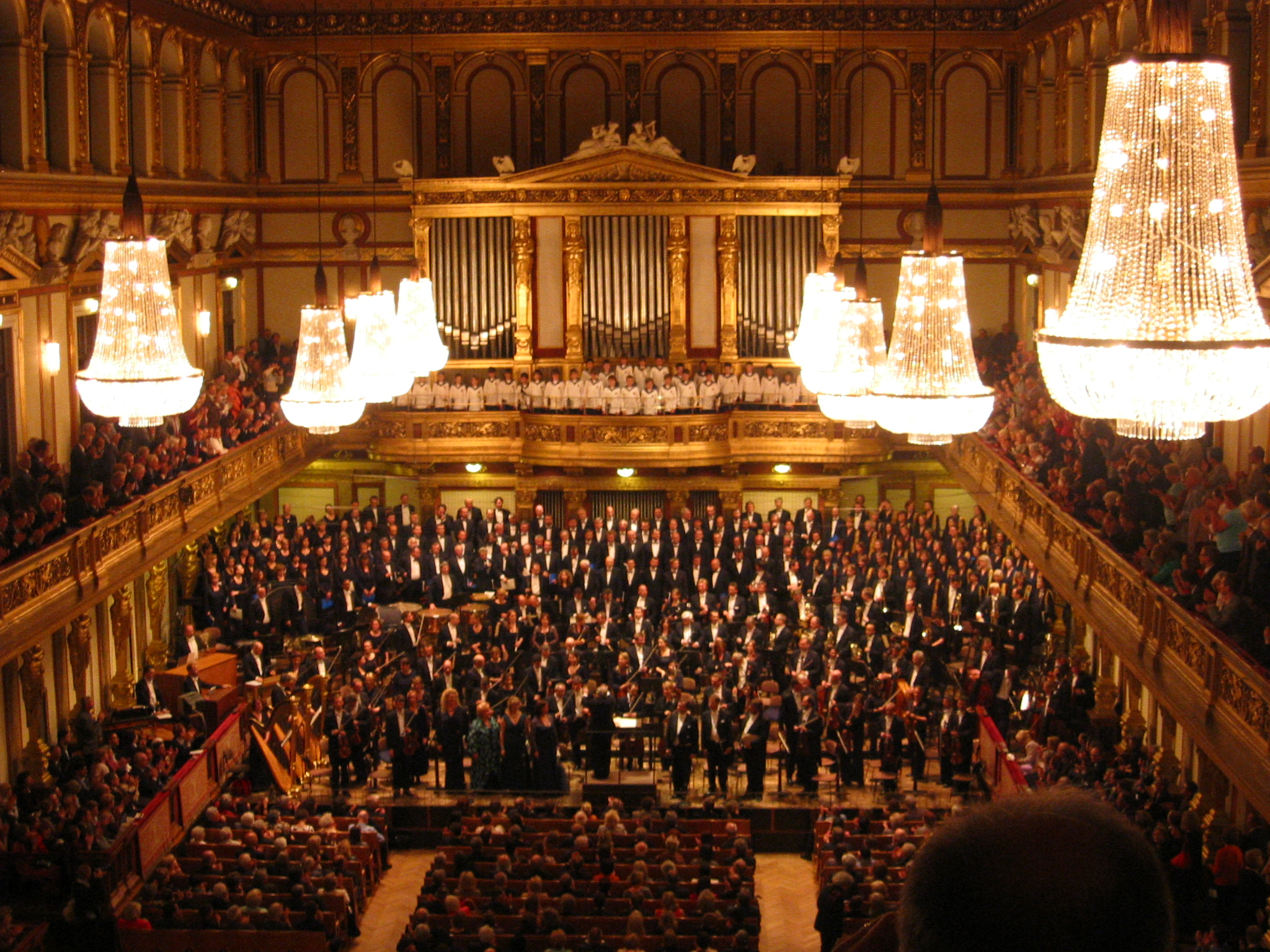
A Staatskapelle Berlin (Orquestra Estatal de Berlim), com a Wiener Singverein, o Coro filarmónico eslovaco e os Pequenos Cantores de Viena, dirigidos por Pierre Boulez, após interpretar a sinfonia na Musikverein de Viena (2009).

De La Grange chama a atenção sobre a tessitura notavelmente alta para os sopranos, para os solistas e cantores do coro. A personagem de Mater Gloriosa intervém apenas em 25 compassos, mas Mahler considerou-o suficientemente importante para lhe atribuir um papel À parte no ensaio, devido à especial pureza da sua voz. Descreve os solos de contralto como curtos e sem complicações; no entanto, o papel solista do tenor na Parte II é extenso e exigente para a voz, exigindo em diversas ocasiões ser ouvido acima dos coros. Os amplos saltos melódicos do papel do Pater Profundus são um exigente desafio para o baixo solista.

### Receção e história das interpretações

#### Estreia

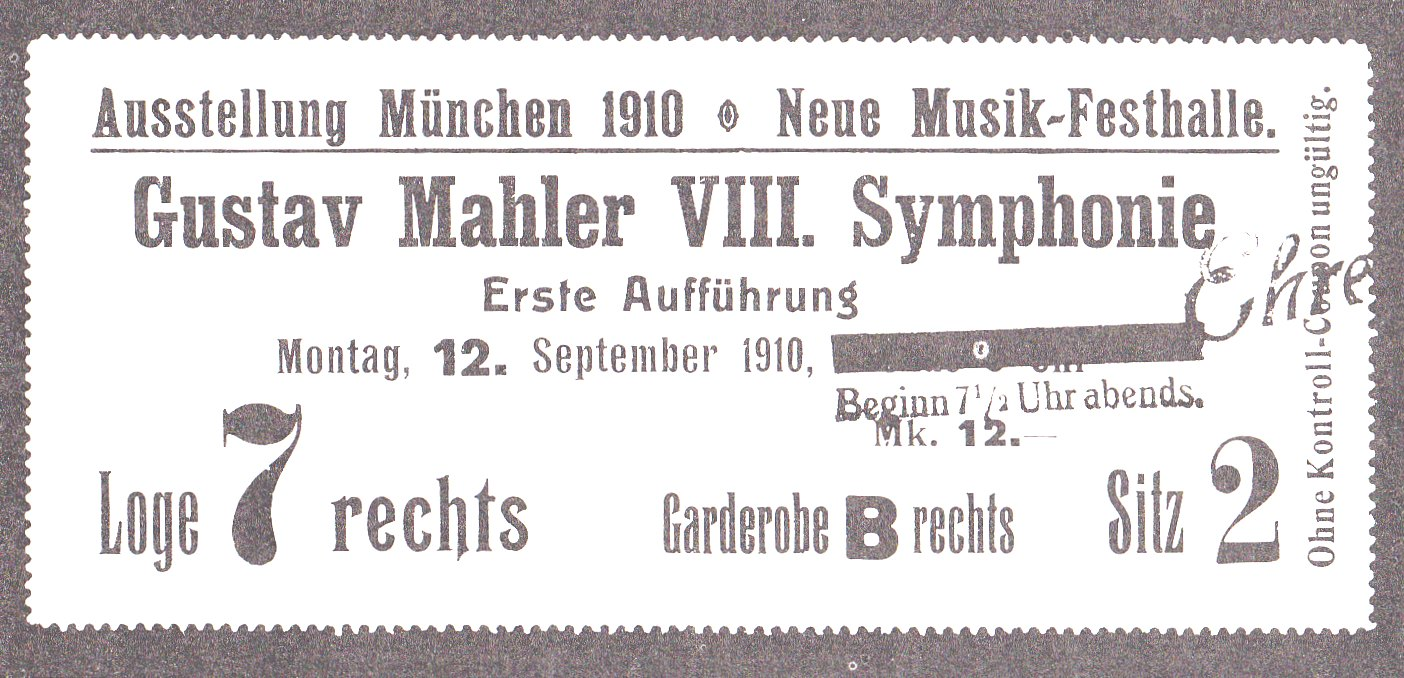
Um bilhete para a estreia da Oitava Sinfonia, Munique, 12 de setembro de 1910.

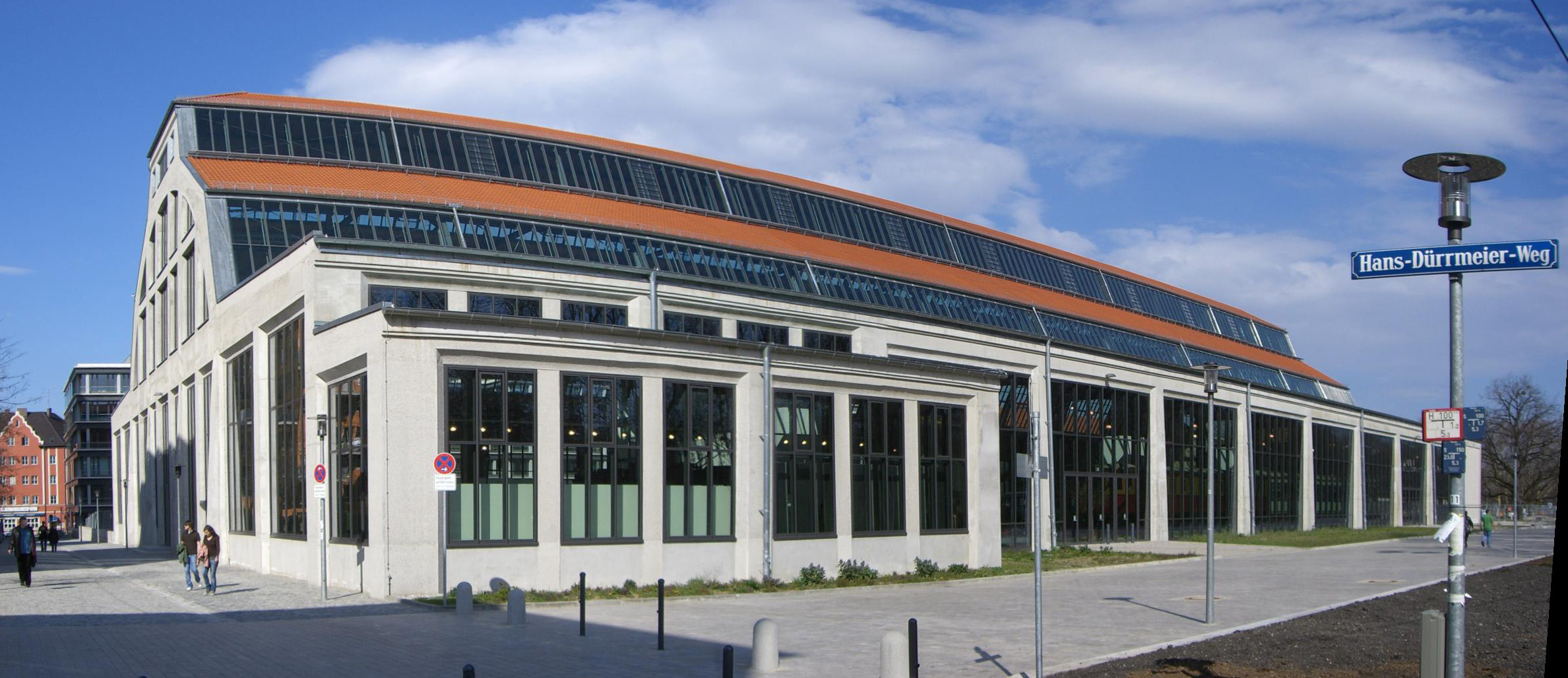
O Neue Musik-Festhalle, onde teve lugar a estreia, na atualidade parte da secção de transportes do Deutsches Museum. O edifício não foi utilizado para os concertos do centenário, em outubro de 2010, devido aos problemas logísticos de transladar as exposições do museu dos transportes.

Mahler chegou a acordo com o empresário Emil Gutmann para que a sinfonia fosse estreada em Munique no outono de 1910. Logo lamentou a sua participação, escrevendo sobre os seus receios de que Gutmann transformaria a interpretação num «catastrófico espetáculo de Barnum and Bailey». Os preparativos começaram no início do ano, com a seleção de coros de grupos corais de Munique, Leipzig e Viena. A Zentral-Singschule de Munique contribuiu com 350 estudantes para o coro de crianças. Ao mesmo tempo, Bruno Walter, o ajudante de Mahler no Hofoper de Viena, foi o responsável pela contratação e preparação dos oito solistas. Ao longo da primavera e verão, estes solistas prepararam-se nos seus lugares de origem, antes de se reunirem em Munique no início de setembro durante três dias de ensaios finais sob direção de Mahler. O seu jovem ajudante Otto Klemperer afirmou mais tarde, sobre as muitas pequenas alterações que Mahler fez à partitura durante os ensaios: «Ele queria sempre mais claridade, mais e mais contraste dinâmico. Num certo momento durante os ensaios voltou-se para nós e dise: Se, depois da minha morte, algo não soe bem, mudai-o. Tendes não só o direito mas também o dever de o fazer».
Para a estreia, fixado o dia 12 de setembro, Gutmann tinha alugado o recém-construído Neue Musik-Festhalle, no recinto de feiras internacional de Munique, perto de Theresienhöhe (hoje uma sucursal do Deutsches Museum). Esta grande sala tinha capacidade para 3200 pessoas; com o fim de fomentar a venda de bilhetes e dar mais publicidade, Gutmann deu o nome de «Sinfonia dos mil», que se tinha mantido como um subtítulo popular da sinfonia de Mahler, apesar da sua recuso. Entre as muitas figuras distinguidas presentes na estreia, na qual se venderem todas as entradas, estiveram os compositores Richard Strauss, Camille Saint-Saëns e Anton Webern, os escritores Thomas Mann e Arthur Schnitzler, e o diretor de teatro mais importante do momento, Max Reinhardt. Também entre o público estava o diretor de orquestra britânico Leopold Stokowski, que seis anos mais tarde dirigiria a estreia da sinfonia nos Estados Unidos.
Até esse momento, as receções das novas sinfonias de Mahler tinham sido geralmente dececionantes. No entanto, a estreia em Munique da Oitava Sinfonia foi um triunfo sem precedentes, quando os acordes finais se extinguiram houve uma breve pausa antes do enorme esttrondo de aplausos que se prolongou durante vinte minutos. De volta ao seu hotel, Mahler recebeu uma carta de Thomas Mann, que se referiu ao compositor como «o homem que, em minha opinião, expressa a arte do nosso tempo na sua forma mais profunda e sagrada».
A duração da sinfonia na sua primeira atuação foi registada pelo crítico e compositor Julius Korngold em 85 minutos. Esta atuação foi a última vez que Mahler fez uma estreia de uma das suas obras. Oito meses após o seu triunfo em Munique, morreria aos 50 anos. As suas obras restantes Das Lied von der Erde («O canto da terra»), a Nona e a inacabada Décima Sinfonia, foram todas estreadas depois da sua morte.

#### Interpretações posteriores

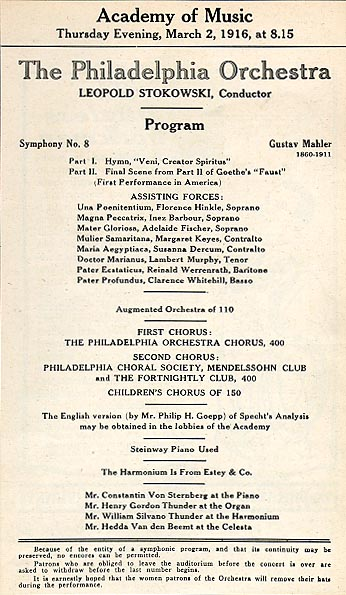
Programa para a estreia nos Estados Unidos da Oitava Sinfonia de Mahler, Filadélfia, março de 1916.

No dia seguinte à estreia de Munique, Mahler dirigiu a orquestra e coros numa repetição do concerto.
Durante os três anos seguintes, segundo os cálculos do amigo de Mahler Guido Adler, a Oitava Sinfonia teve um total de vinte atuações adicionais em toda a Europa. Entre estas incluem-se a estreia nos Países Baixos, em Amesterdão, sob a batuta de Willem Mengelberg em 12 de março de 1912, e a primeira interpretação em Praga, realizada em 20 de março de 1912 com direção do antigo colega de Mahler na Hofoper de Viena, Alexander Zemlinsky. A mesmíssima Viena teve que esperar pelo final da Primeira Guerra Mundial até antes de escutar a sinfonia em 1918. Nos Estados Unidos, Leopold Stokowski persuadiu a junta da Orquestra de Filadélfia, inicialmente retraída, a financiar a sua estreia, que tevo lugar em 2 de março de 1916. A ocasião foi um grande êxito: a sinfonia foi interpretada várias vezes mais em Filadélfia antes de orquestra e coros viajarem para Nova Iorque, para uma série de atuações igualmente bem recebidas no Metropolitan Opera House.
No Festival Mahler de Amesterdão em maio de 1920, as sinfonias completas de Mahler, bem como os seus ciclos de canções mais importantes, foram apresentados ao longo de nove concertos oferecidos pela Orquestra do Concertgebouw e seus coros, sob direção de Mengelberg. O crítico musical Samuel Langford, que esteve presente neste acontecimento, comentou que «não deixamos Amesterdão invejando em grande medida a receita de Mahler primeiro e qualquer outro compositor depois, por isso Mengelberg está a formar os amantes de música dessa cidade». O historiador austríaco especializado em música Oscar Bie, impressionado com o festival no seu conjunto, escreveu posteriormente que a Oitava era «mais forte no seu efeito que em importância e mais pura nas suas vozes que em emoção». Langford comentou que os britânicos «não eram muito entusiastas com a música de Mahler», e a Oitava Sinfonia não foi interpretada no Reino Unido senão em 15 de abril de 1930, quando Henry Joseph Wood a apresentou com a Orquestra Sinfónica da BBC. A obra foi interpretada de novo oito anos depois pelos mesmos elementos; entre os presentes na audiência estava o jovem compositor Benjamin Britten. Ficou impressionado pela música, mas achou a interpretação em si «execrável».
Nos anos posteriores à Segunda Guerra Mundial houve uma série de atuações notáveis da Oitava Sinfonia, entre elas a retransmisão de Adrian Boult do Royal Albert Hall em 10 de fevereiro de 1948, a estreia japonesa por Kazuo Yamada em Tóquio em dezembro de 1949 e a estreia na Austrália com direção de Eugene Goossens em 1951. Uma interpretação no Carnegie Hall a cargo de Stokowski em 1950 converteu-se na primeira gravação da sinfonia lançada no mercado. Depois de 1950, o crescente número de interpretações e gravações mostrava que ia crescendo em popularidade, mas nem todas as críticas eram favoráveis. Theodor Adorno achou a peça fraca, «uma grande concha simbólica»; esta obra mais afirmativa de Mahler tem, na opinião de Adorno, menos sucesso, tanto musical como artisticamente inferior às suas outras sinfonias. O crítico e compositor Robert Simpson, normalmente defensor de Mahler, comparava a Parte II com «um oceano de kitsch desavergonhado». O biógrafo de Mahler Jonathan Carr achou a maior parte da sinfonia «suave», desprovida da tensão e resolução presentes nas outras sinfonias do compositor. Deryck Cooke, por outro lado, compara a Oitava de Mahler com a Nona Sinfonia «Coral» de Beethoven. Para Cooke, a de Mahler é «a Sinfonia Coral do século XX: como a de Beethoven, embora de modo distinto, nos apresenta um ideal [de redenção] que estamos porém longe de alcançar, mesmo talvez afastando-nos, mas que não podemos abandonar sem perecer».
Em finais do século XX e já no século XXI, a Oitava sinfonia tem sido interpretada em todo o mundo. Uma sucessão de estreias no Extremo Oriente culminou em outubro de 2002 em Pequim, quando Long Yu dirigiu a Orquestra Filarmónica Chinesa sendo a primeira interpretação da obra na República Popular da China. O festival das Artes Olímpicas de Sydney, em agosto de 2000, começou com uma interpretação da Oitava pela Orquestra Sinfónica de Sydney dirigida pelo maestro principal Edo de Waart. A popularidade da obra e a sua escala heroica, fazem com que frequentemente seja usada como peça para celebrações: em 15 de março de 2008, Yoav Talmi dirigiu cerca de 200 instrumentistas e um coro de 800 pessoas numa interpretação na Cidade de Quebec, para comemorar o 400.º aniversário da fundação da cidade. Em Londres, em 16 de julho de 2010, no concerto inaugural dos BBC Proms, celebrou-se o 150.º aniversário do nascimento de Mahler com uma interpretação da Oitava, com Jiří Bělohlávek a dirigir a Orquestra Sinfónica da BBC. Esta interpretação foi a oitava na história dos Proms.

## Análise

### Estrutura e forma

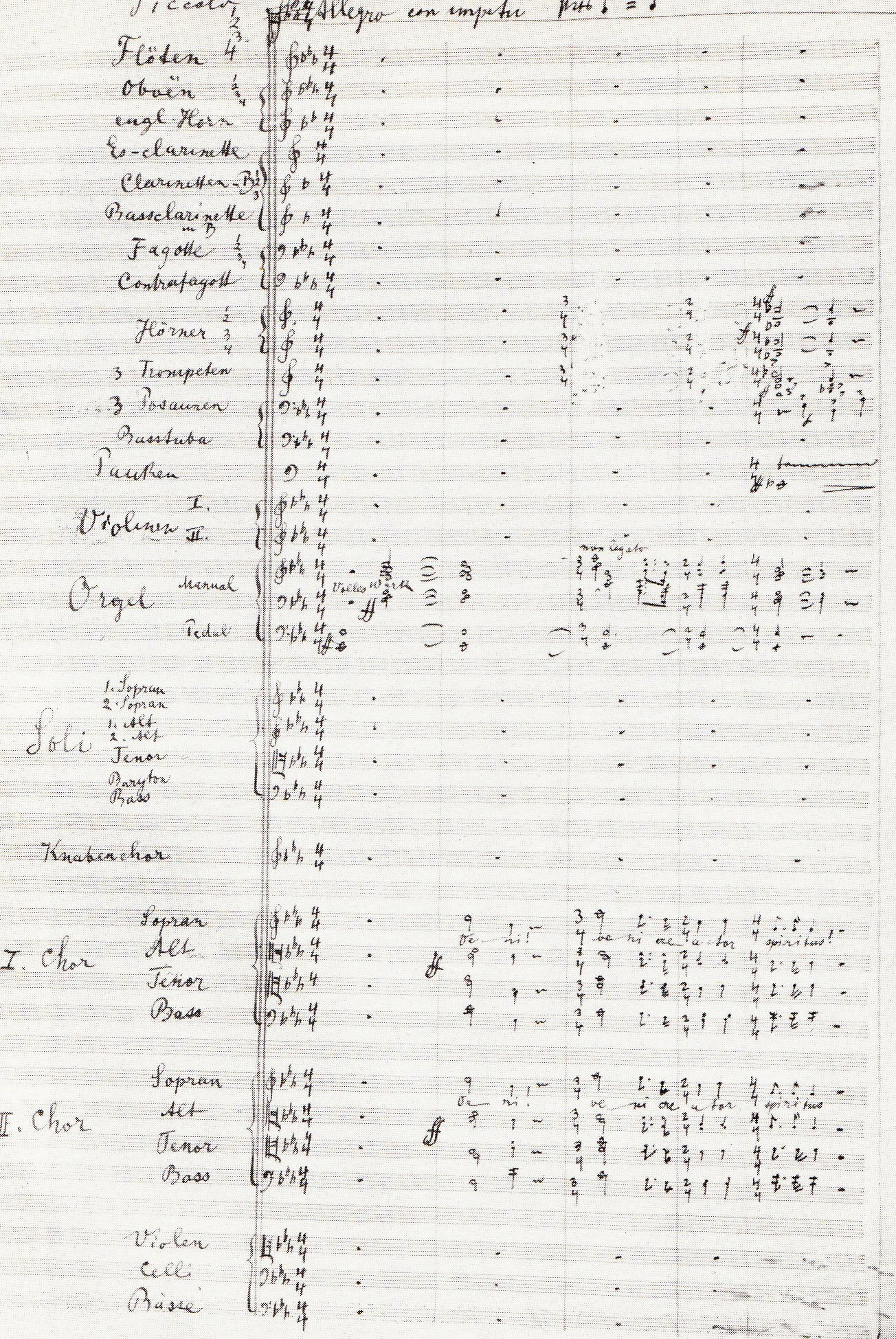
Manuscrito de Mahler: a primeira página da Oitava Sinfonia.

As duas partes da Oitava Sinfonia combinam o texto sagrado do hino em latim do século IX Veni Creator Spiritus com o texto laico das passagens de clausura do poema dramático Fausto de Goethe, escrito no século XIX. Apesar das disparidades óbvias presentes nesta justaposição, a obra em conjunto expressa uma única ideia: a redenção através do poder do amor. A escolha destes dois textos não foi arbitrária; Goethe, um poeta que Mahler admirava, cria que Veni Creator encarnava os aspetos da sua própria filosofia e traduziu-o para alemão em 1820. Sentindo-se inspirado pela ideia do Veni Creator, Mahler viu desde logo o poema Fausto como a contrapartida ideal ao hino latino. A unidade entre as duas partes da sinfonia estabelece-se, musicalmente, na medida em que partilham material temático. Em particular, as primeiras notas do tema Veni Creator (mi bemol→si bemol→lá bemol) dominam os clímaxes de ambas as partes; no culminar da sinfonia, a glorificação de Goethe da «feminilidade eterna» toma a forma de um coral religioso. Assim, a primeira parte celebra o espírito criador, e a segunda o Eros criador.
Ao compor a partitura, Mahler abandonou temporalmente os elementos de maior progressividade tonal que tinham aparecido nas suas obras mais recentes. A tonalidade da sinfonia é, tratando-se de Mahler, invulgarmente estável; apesar das frequentes modulações para outras tonalidades, a música volta sempre à tonalidade principal de mi bemol maior. Esta é a primeira das suas obras em que elementos identificativos seus, como cantos de aves, marchas militares ou danças austríacas, são quase inexistentes. Embora o numeroso grupo coral e orquestral empregue sugira uma obra de um som monumental, de acordo com o crítico Michael Kennedy «a expressão predominante não é a de torrentes de som mas sim os contrastes entre as subtis cores tonais e a luminosa qualidade da orquestração».
Para a Parte I, a maioria dos comentadores aceita o esquema de forma sonata que foi discernida pelos primeros analistas musicais. A estrutura da Parte II é mais difícil de resumir, sendo uma amálgama de vários géneros. Os analistas, incluindo Specht, Cooke e Paul Bekker, identificaram «movimentos» Adagio, Scherzo e Finale dentro do esquema general da Parte II, mas outros, incluindo De La Grange e Donald Mitchell, encontram poucas provas para sustentar esta divisão. O musicólogo Ortrun Landemann sugeriu que a análise formal da Parte II, após a introdução orquestral, consiste numa forma sonata sem a recapitulação; portanto, consta de exposição, desenvolvimento e conclusão.

### Parte I:Veni Creator Spiritus

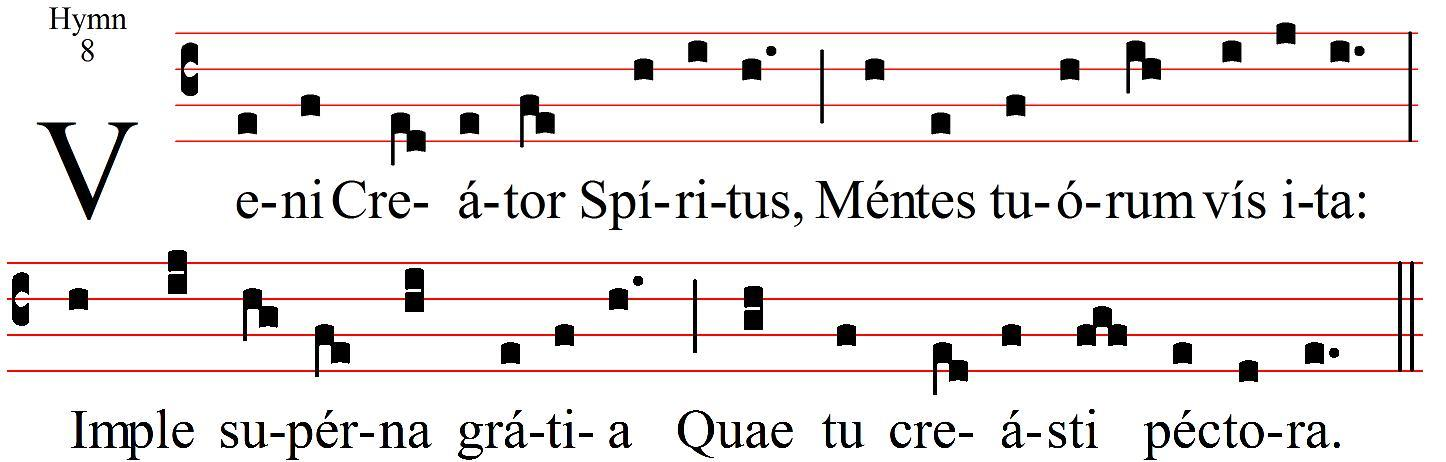
Primeiros versos do hino Veni Creator Spiritus em notação musical antiga

Mitchell compara a Parte I com um enorme motete e argumenta que a chave para a sua compreensão é lê-la como uma tentativa de Mahler de emular a polifonia dos grandes motetes de Johann Sebastian Bach, em especial o intitulado Singet dem Herrn ein neues Lied («Cantai ao Senhor um cântico novo»). A sinfonia começa com um único acorde de tónica em mi bemol, que soa no órgão, seguido da entrada dos coros invocando em fortissimo o «Veni, veni Creator Spiritus». As três notas do motivo «creator» são imediatamente interpretadas pelos trombones e depois pelos trompetes num tema de marcha que será usado como elemento de união ao longo da obra. Após a sua primeira declaração declamatória, os dois coros entram em diálogo cantado, que termina com uma curta transição para uma extensa passagem lírica, «Imple superna gratia», uma súplica pela graça divina. Aqui, o que Kennedy denomina «a presença inconfundível do Mahler do século XX» é percecionada ao introduzir um tema meditativo através do soprano solista. Logo se lhe unem outras vozes solistas explorando um novo tema para preparar o retorno exuberante dos coros, num episódio em lá bemol no qual os solistas competem com os coros.
Na secção que se segue, «Infirma nostri corporis/virtute firmans perpeti» («Infunde em nossa débil carne a força perpétua»), regressa a tonalidade principal de mi bemol com uma variação do tema principal. A secção é interrompida por um breve interlúdio orquestral no qual se escuta o carrilhão de orquestra grave, dando um tom sombrio à música. Este novo ambiente menos seguro é superado ao juntar-se-lhe o tema «Infirma nostri corporis», desta vez sem os coros, num ténue eco em ré menor da invocação inicial. O final deste episódio é seguido por uma transição e uma «inesquecível onda em mi maior», na qual a totalidade do coro declama «Accende lumen sensibus» («Ilumina os nossos sentidos»). O primeiro coro infantil continua num humor alegre, enquanto a música reúne força e ritmo. Esta passagem, que está escrita em forma de dupla fuga, é de grande dificuldade ao desenvolver muitos temas precedentes, com constantes modulações (mudanças de tonalidade). Todos os efetivos se combinam de novo na recapitulação da secção «Veni Creator» de forma abreviada. Uma passagem mais tranquila de recapitulação leva a uma coda orquestral quando o coro de crianças anuncia a doxologia «Gloria sit Patri Domino» («Glória ao Pai»). Depois disto, a música muda de modo rápido e potente até alcançar o clímax, no qual um conjunto de metais situado fora do cenário irrompe com o tema «Accende» enquanto a orquestra principal e os coros finalizam com uma triunfante escala ascendente.

### Parte II: Cena final doFaustode Goethe
A segunda parte da sinfonia segue a narração da última cena do poema de Goethe: a viagem da alma de Fausto, resgatada das garras de Mefistófeles, na sua última ascensão ao céu. A proposta de Landemann de que o movimento seguia uma estrutura de sonata é baseada na divisão, após um prelúdio orquestral, de cinco secções que identifica musicalmente como exposição, três desenvolvimentos episódicos e final.

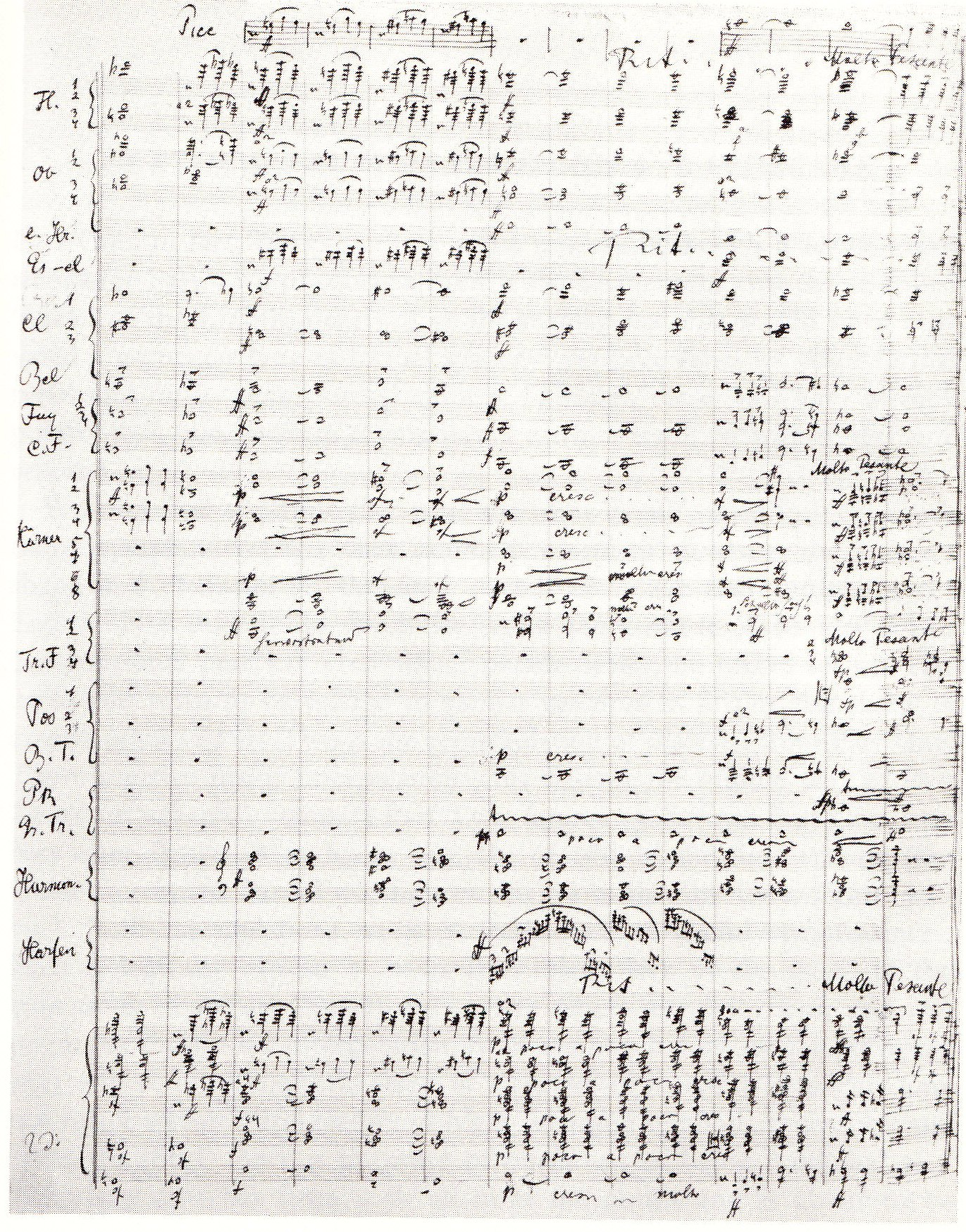
Partitura manuscrita de Mahler para o início do Chorus Mysticus, que dá lugar a uma triunfante conclusão à Oitava Sinfonia.

O longo prelúdio orquestral (cento e sessenta e seis compassos) está em mi bemol menor e, à manera de uma abertura operística, anticipa alguns dos temas que se escucharán mais adelante no movimento. A exposição se inicia quase em silêncio, representando uma montanha rochosa e arborizada, morada de varios anacoretas cujos sons se escuchan num coro destinado a criar uma ténue atmósfera completada com sussurros e ecos. Um solene solo de barítono, a voz do Pater Ecstaticus, finaliza calorosamente para dar lugar a uma modulação para modo maior quando os trompetes tocam o tema «Accende» da Parte I. Depois, segue a exigente e dramática ária do baixo, a voz do Pater Profundis, que finaliza a sua atormentada meditação suplicando a misericórdia de Deus em seus pensamientos. Os acordes que se repetem nesta secção recordam Parsifal de Richard Wagner.
A atmosfera fica aligeirada com a entrada dos anjos e das crianças bem-aventuradas (coros de mulheres e crianças) que levam a alma de Fausto; a música aqui é talvez uma relíquia do Scherzo sobre os «Jogos de Natal» previstos no antigo esboço da sinfonia em quatro movimentos. O ambiente é festivo, com gritos triunfais de «Jauchzet auf!» («Alegrai-vos!») finalizando a exposição com um poslúdio que remete para a música «Infirma nostri corporis» da Parte I.
A primeira fase do desenvolvimento começa quando o coro de mulheres dos anjos jovens invocam a «feliz companhia das crianças bem-aventuradas» que devem levar para o céu a alma de Fausto. As crianças bem-aventuradas recebem a alma com alegria; as suas vozes unem-se à do Doctor Marianus (tenor), que acompanha o seu coro antes de romper num arrebatado hino em mi maior dirigido à Mater Gloriosa, «a rainha do céu!». Quando a ária termina, as vozes masculinas do coro fazem eco das palavras do solista num fundo orquestral de tremolo de viola, uma passagem qualificada por De La Grange como «emocionalmente irresistível».
Na segunda parte do desenvolvimento, a entrada da Mater Gloriosa é marcada com um acorde sustenido em mi maior do harmónio, com arpejos das harpas tocados sobre uma melodia de violino em pianissimo que De La Grange apelida como «tema do amor». Depois, há contínuas modulações enquanto o coro de mulheres penitentes solicita audiência à Mater, seguido pelas súplicas em solo de Magna Peccatrix, Mulier Samaritana e Maria Aegyptiaca. Nestas árias o «tema do amor» desenvolve-se ainda mais e o «tema do Scherzo» associado com a primeira aparição dos anjos volta a ser escutado. Ambos os motivos predominam no trio que continua com a petição à Mater de uma quarta penitente, a amante de Fausto antes conhecida como Margarida, que veio fazer a sua súplica pela alma de Fausto. Após o pedido, um solo de «límpida beleza» segundo palavras de Kennedy, abate-se uma atmosfera de reverência silenciosa. A Mater Gloriosa canta então as suas duas únicas linhas, na tonalidade principal da sinfonia de mi bemol maior, permitindo a Margarida dirigir a alma de Fausto para o céu.
O último desenvolvimento episódico é um solo de estilo em hino do tenor e do coro, no qual o Doctor Marianus chama as penitentes a «levantar o olhado». Continua com uma curta passagem orquestral, orquestrado para um estrafalario grupo de câmara formado por flautim, flauta, armonio, celesta, piano, harpas e um quarteto de cordas. Esto serve de transição para preparar o final, o Chorus Mysticus, que começa em mi bemol maior de maneira quase impercetível, o que Mahler escreve com a seguinte notação Wie ein Hauch, «como um sopro». O som aumenta gradualmente num crescendo, enquanto as vozes solistas se une, ou contrasta, com os coros. Quando o clímax se aproxima, muitos temas são repetidos: o «tema do amor», a canção de Margarida, o «Accende» da Parte I. Finalmente, enquanto o coro conclui com «A feminidade eterna nos levará para o céu», a secção de metais situada fora de cena reaparece com um último tributo ao motivo Veni Creator, para acabar a sinfonia com uma triunfante fanfarra.

## Edições da obra
Hoje só se sabe que existiu uma partitura autografada da Oitava Sinfonia de Mahler. Esteve em poder de Alma Mahler e presentemente é conservada nos arquivos da Biblioteca Estatal da Baviera, em Munique. Em 1906, Mahler assinou um contrato com a companhia editora vienense Universal Edition (UE), que, portanto, se converteu na principal editora de todas as suas obras. A UE publicou em 1912 a partitura orquestral da Oitava Sinfonia. Uma versão russa, publicada em Moscovo por Izdatel'stvo Muzyka em 1976, foi reeditada nos Estados Unidos pela Dover Publications em 1989, com textos e notas em inglês. A International Gustav Mahler Society, fundada em 1955, tem como principal objetivo a produção de uma edição crítica completa de todas as suas obras. Hoje, a edição crítica da Oitava continua a ser um projeto de futuro.

## Gravações
Para uma discografia completa, ver Discografia da Sinfonia n.º 8 (Mahler).
A interpretação de Adrian Boult de 1948 com a Orquestra Sinfónica da BBC foi gravada pela BBC, mas só foi lançada no mercado em 2009, quando esteve disponível em formato MP3. A primeira gravação publicada da sinfonia completa foi a interpretação de Leopold Stokowski no dia 9 de abril de 1950 no Carnegie Hall com a Orquestra Filarmónica de Nova Iorque e vários coros conjuntos da cidade. Quase dois anos antes, em julho de 1948, o compositor de origem húngara Eugene Ormandy gravou o movimento «Veni Creator Spiritus» no Hollywood Bowl. Desde a versão de Stokowski, fizeram-se pelo menos setenta gravações da sinfonia por algumas das melhores orquestras e cantores do mundo, a maioria ao vivo pela dificuldade de alojar a numerosa equipa num estúdio de gravação.